# Silnice I/9
Silnice I/9 je silnice I. třídy spojující Prahu, Neratovice, Mělník, Českou Lípu, Nový Bor a Rumburk. Dále pokračuje přes hraniční přechod Rumburk/Ebersbach-Neugersdorf do Saska. Na německém území se v úseku státní hranice – Löbau jedná o silnici S 148 (Staatsstraße 148). Úsek Mělník – Zahrádky je na mapě rizikovosti silnic za léta 2009-2011, vytvořené ve spolupráci ÚAMK, AF-CityPlan a Policie ČR, označena nejvyšším stupněm „vysoká rizikovost“. Silnice je dlouhá 106,461 km.

## Vedení silnice

### Okres Praha východ
Silnice začíná u obce Zdiby, kde se kříží s dálnicí D8 a silnicí II/608 na Exit 1.
- křížení s III/0083
- Líbeznice, křížení s II/243, III/0091, III/0092, III/2441. Okolo obce se od října 2008 budoval obchvat; zprovozněn byl v červenci 2011.
- křížení s II/244 a křížení s III/0093
- křížení s III/0086
- křížení s III/0088 a III/0087

### Okres Mělník
- Kojetice-Tůmovka
- křížení s III/0098
- křížení s III/0096
- Libiš, křížení a peáž II/101
- Štěpánský most přes Labe
- Kelské Větrušice, křížení s III/24415
- Kly, křížení s III/00910, III/00911 a II/311
- Záboří
- Kelské Vinice

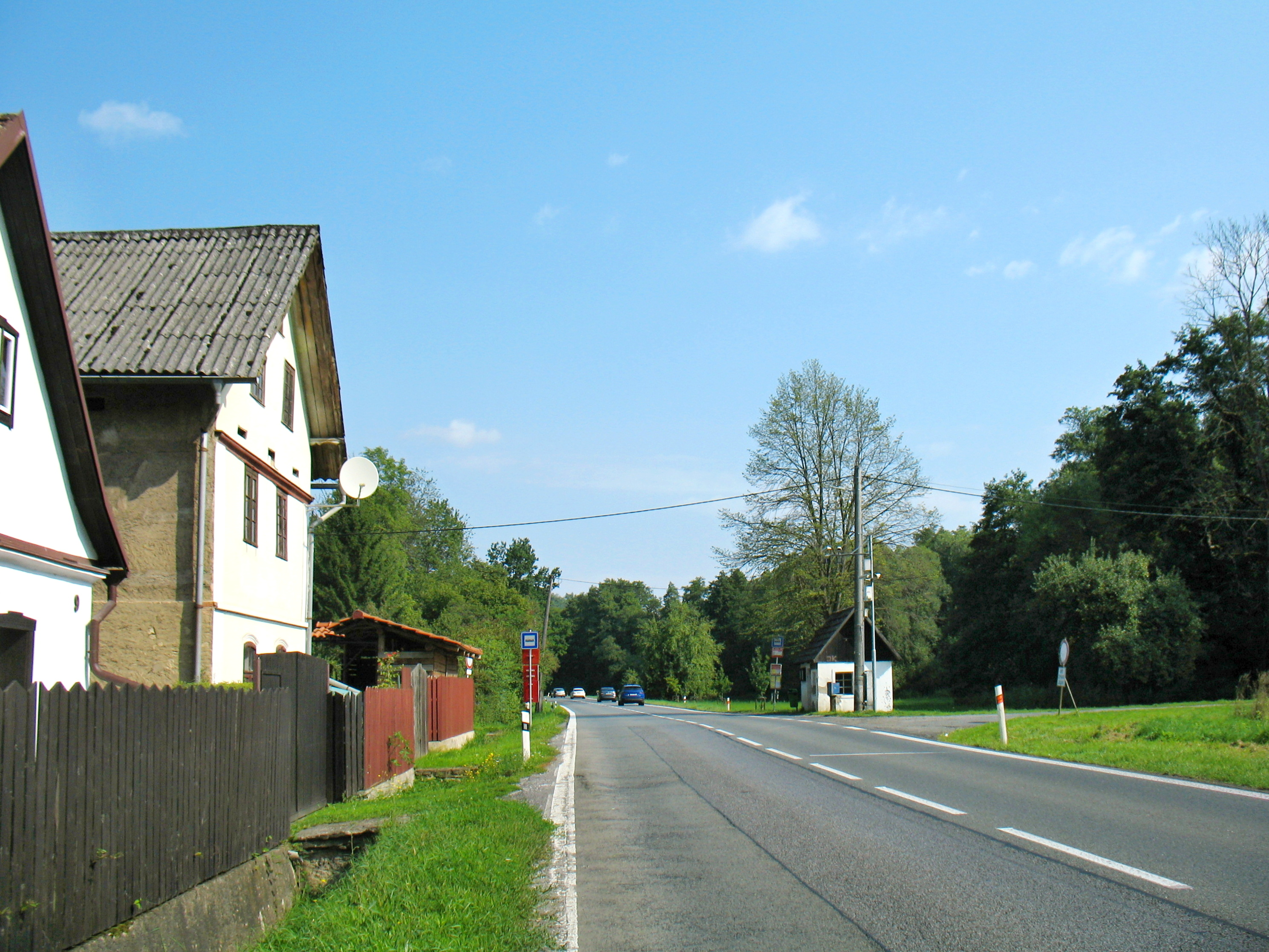
V Medonosích u autobusové zastávky Medonosy, Osinaličky

- Mělník, peáž s I/16, křížení s III/2730, III/2731 a II/273
- Vehlovice
- Liběchov, křížení s II/261 a III/2736
- Želízy, křížení s III/2739 a III/27310
- Tupadly, křížení s III/25934
- Chudolazy, křížení s III/26118
- Medonosy, křížení s III/25935

### Okres Česká Lípa
- Bukovec
- Zakšín, křížení s III/2695
- Deštná

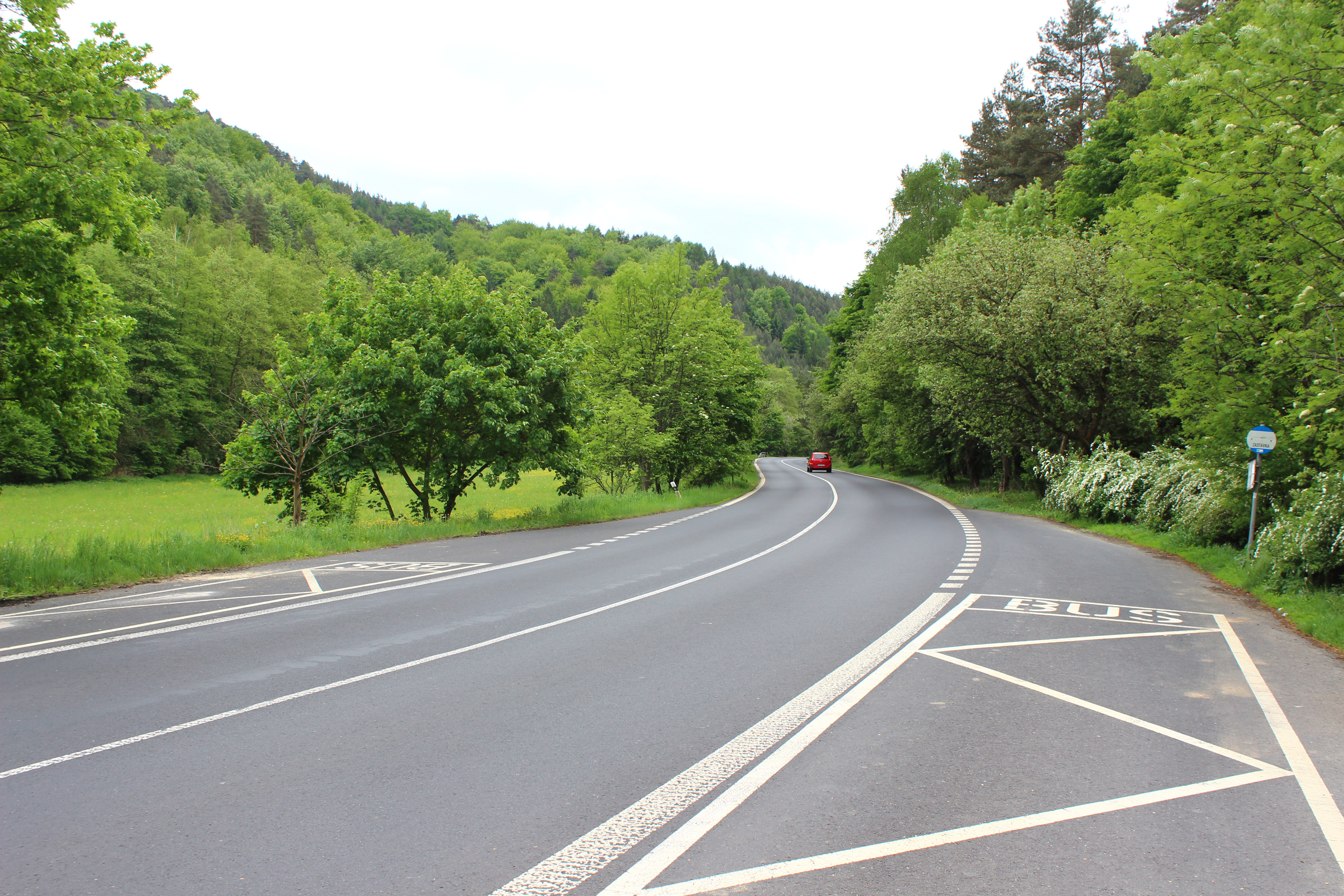
Silnice v Bukovci, části Dubé

- Dubá, křížení s II/259, III/2601 a II/260
- Nový Berštejn, křížení s II/270
- křížení s III/2702
- Jestřebí-Podolec, křížení s III/2701
- křížení s I/38 a III/26832
- Zahrádky, vlevo odbočuje zde začínající I/15
- mostem překračuje Novozámeckou průrvu
- Zahrádky, křížení s III/26833
- Sosnová, křížení s OIII/2601 a III/2624

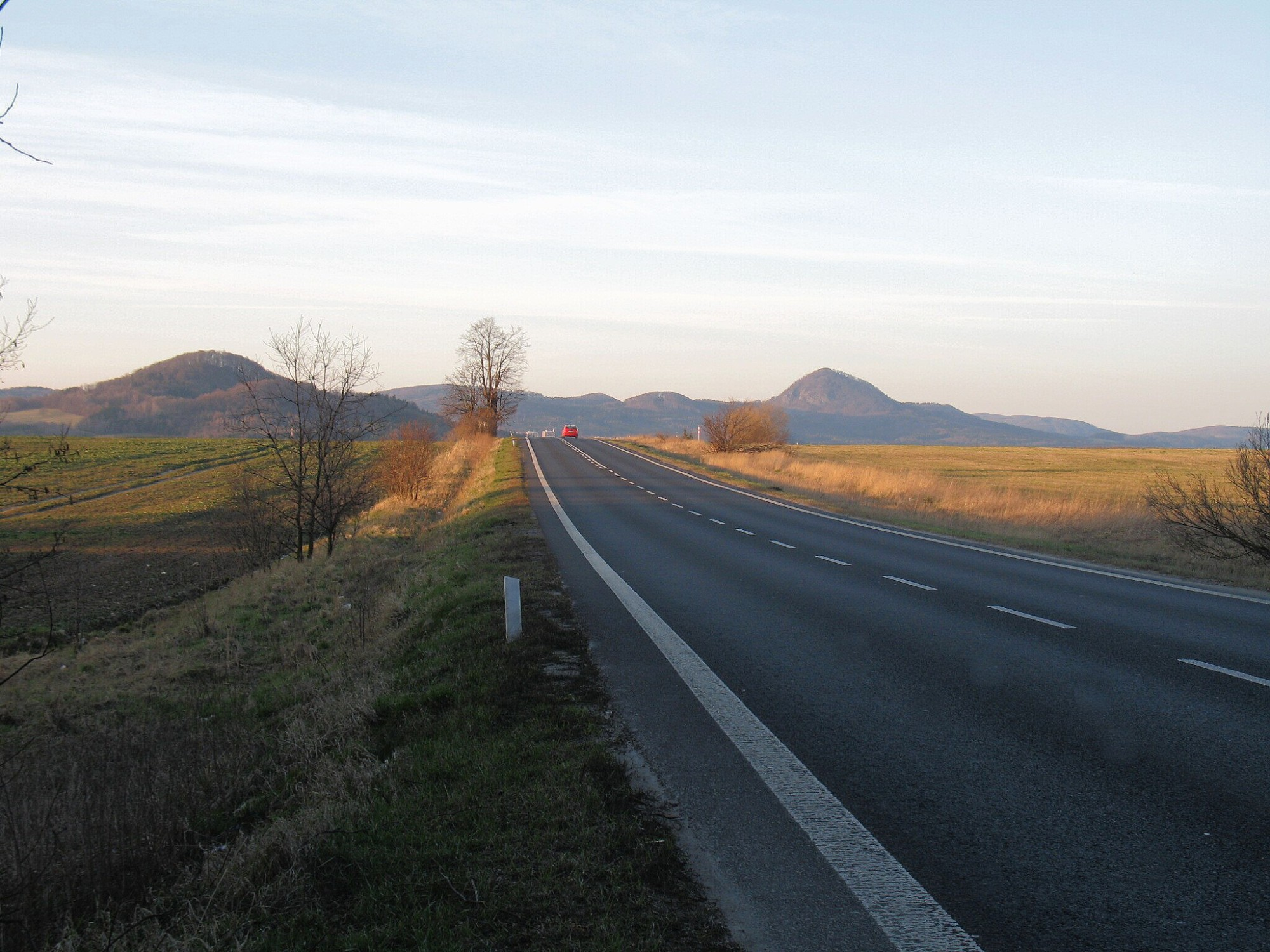
Silnice I/9 mezi Českou Lípou a Novým Borem, na obzoru je vrch Klíč

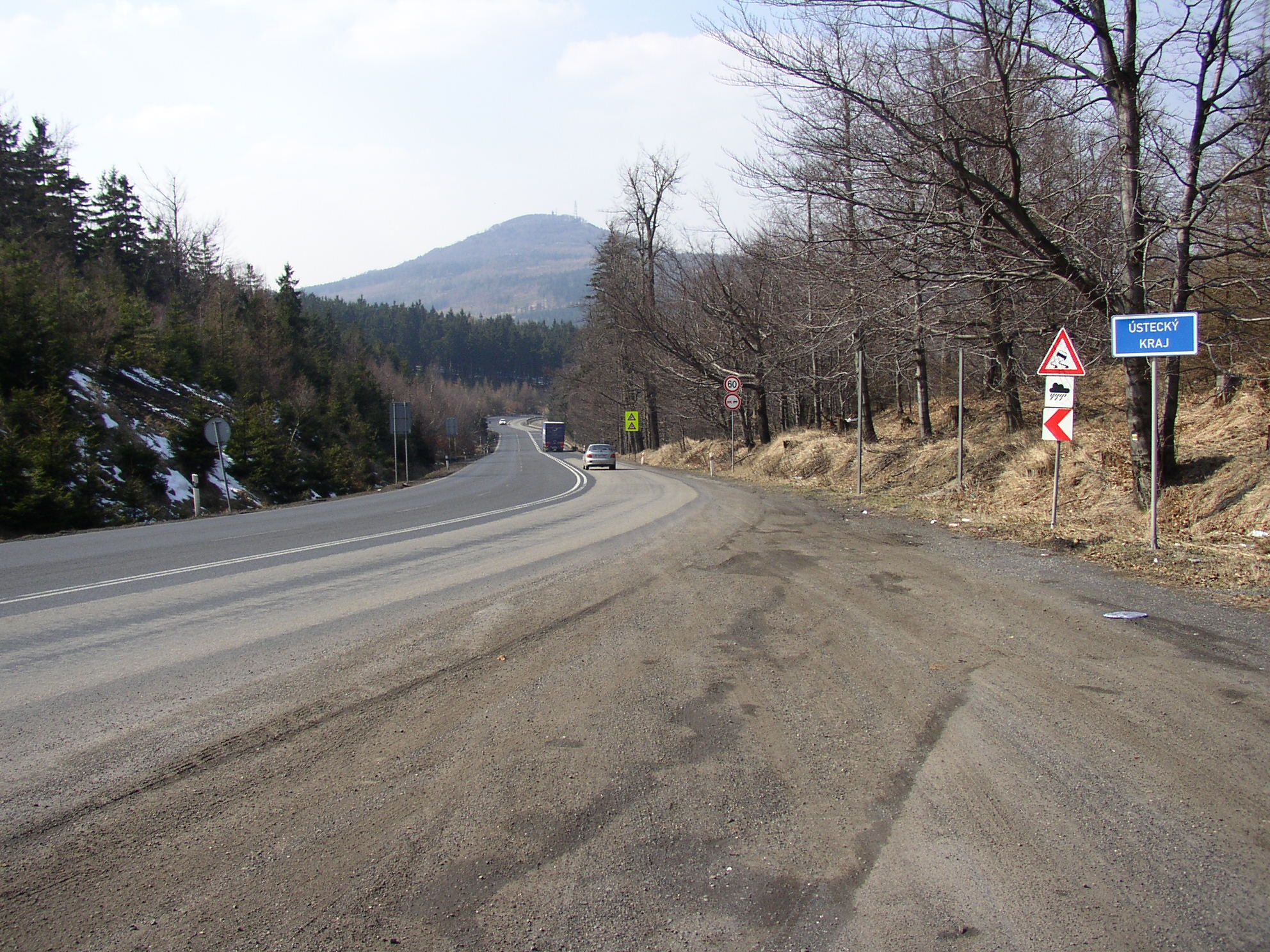
Stožecké sedlo - hranice okresů Česká Lípa (Liberecký kraj) a Děčín (Ústecký kraj)

Česká Lípa, křížení s III/0913 a II/262.
- křížení s III/2629
- Pihel, křížení s III/26210 a III/26845
- křížení s III/26850
- obchvat Nového Boru, křížení s III/26851, III/0137 a III/26320
- peáž s I/13, křížení s II/268
- Svor, konec peáže s I/13, křížení s III/26321
- křížení s III/26842
- Nová Huť, křížení s III/26322 a III/26844

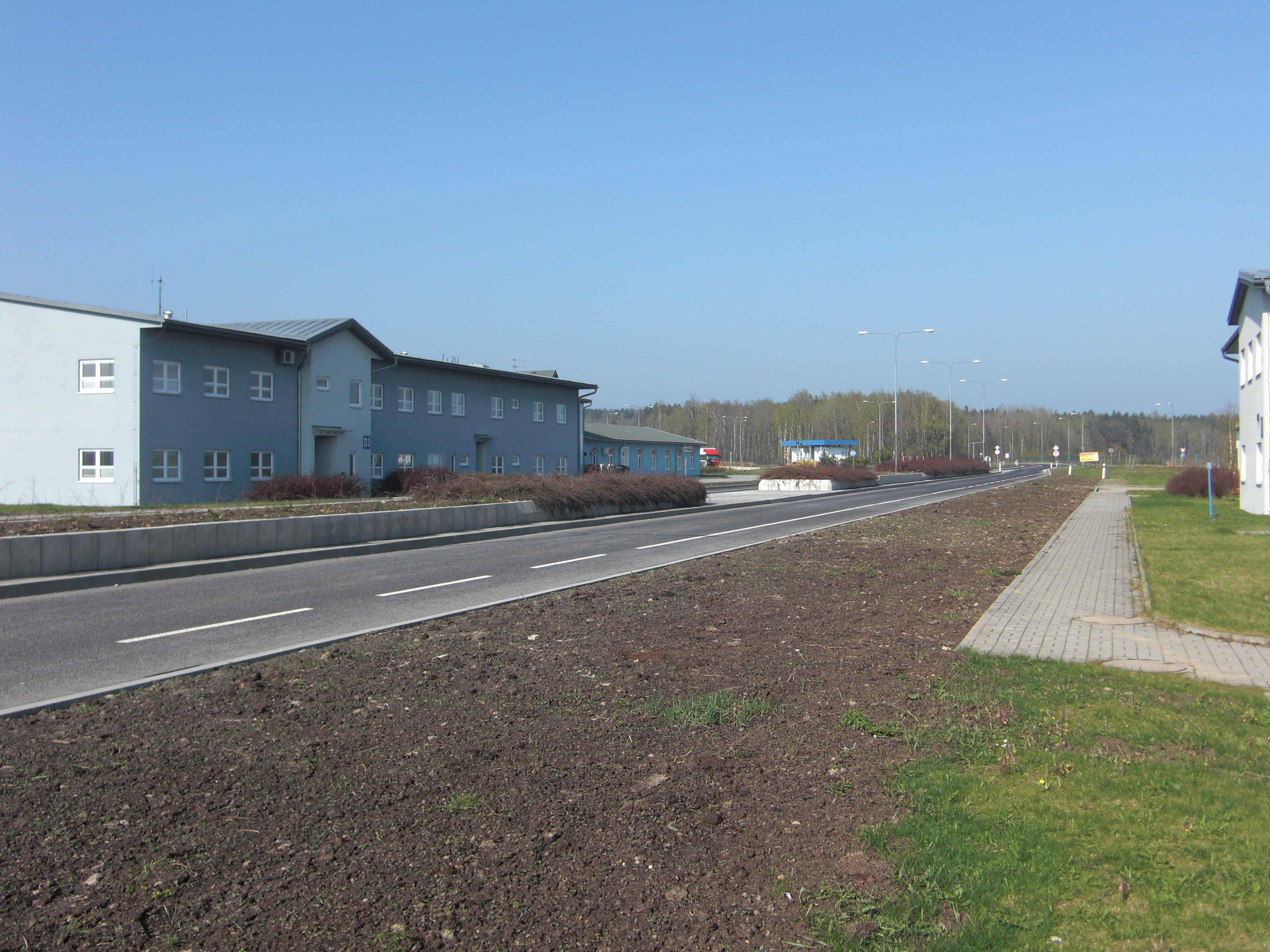
Hraniční přechod Rumburk/Neugersdorf

### Okres Děčín
- Lesné
- Jiřetín pod Jedlovou, křížení s II/264 a III/2643
- Studánka, křížení s II/265
- křížení s Silnice II/263, obchvat Rumburka
- křížení s III/26330
- hraniční přechod Rumburk/Neugersdorf

Pokračuje jako německá silnice S148

## Modernizace silnice
| Číslo | Název                                  | Délka   | Kategorie                | Zahájení výstavby | Uvedení do provozu | Křižovatky                            |
| ----- | -------------------------------------- | ------- | ------------------------ | ----------------- | ------------------ | ------------------------------------- |
| S19   | MÚK Zdiby – rozšíření Prosecké radiály | 0,4 km  | 9,0/80                   | 03/2023           | 09/2023            |                                       |
| S79   | Zdiby – Líbeznice                      | 2,1 km  | 15,25/80                 | plánováno 2027    | plánováno 2029     |                                       |
| S52   | Líbeznice – obchvat                    | 2,6 km  | 9,5/60                   | 10/2008           | 07/2011            |                                       |
| S53   | Mělník, obchvat, 1. stavba             | 0,8 km  | 8,5/50                   | 12/2014           | 09/2016            |                                       |
| S62   | Mělník, obchvat, 3. stavba             | 2,5 km  | 9/50 16,5/70             | plánováno 2030    | plánováno 2032     |                                       |
| S65   | Mělník Nádražní ulice                  | 0,7 km  | 8,5/50                   | 11/2024           | plánováno 2025     |                                       |
| S60   | Mělník, obchvat, 2. stavba             | 1,0 km  | 8,5/50                   | 09/2021           | 09/2022            |                                       |
| L50   | Dubá, obchvat                          | 2,9 km  | 9,5/70                   | 04/2014           | 06/2017            |                                       |
| L88   | Jestřebí – OK s I/38                   | —       | 9,5/70                   | 03/2023           | 09/2023            |                                       |
| L90   | Jestřebí – Sosnová                     | 8,3 km  | 13,5/80 11,5/80          | bude oznámeno     | bude oznámeno      |                                       |
| L83   | Zahrádky, křižovatka s I/15            | 0,2 km  | 9,5/70                   | 06/2021           | 12/2021            |                                       |
| L51   | Sosnová MÚK                            | 1,5 km  | 24,5/80 11,5/80          | 10/2008           | 12/2011            |                                       |
| L53   | Nový Bor – Dolní Libchava              | 2,6 km  | 9,5/60                   | 10/2008           | 07/2011            |                                       |
| L59   | Dubice – Dolní Libchava                | 1,5 km  | 11,5/90                  | 04/2024           | plánováno 2026     |                                       |
| L53   | Nový Bor – Dolní Libchava              | 10,2 km | 13,5/90                  | plánováno 2027    | plánováno 2030     | Dolní Libchava Horní Libchava Skalice |
| L91   | MÚK Okrouhlá                           | 0,6 km  | 13,5/90                  | plánováno 2026    | plánováno 2028     | Okrouhlá                              |
| L85   | Nový Bor – Svor, zkapacitnění          | 3,5 km  | 21,5/110 13,5/90 11,5/90 | 08/2022           | 07/2024            |                                       |
| L70   | Svor                                   | 1,9 km  | 9,5/70                   | 10/2024           | plánováno 2026     |                                       |
| U50   | Lesné – přeložka                       | 0,6 km  | 9,5/90                   | plánováno 2025    | plánováno 2026     |                                       |